# Modus (hudba)
Modus (lat. „způsob“) ve středověké hudební teorii označoval tónorod, tj. konkrétní rozložení půltónů a celých tónů v rámci oktávy (srv. dva dnešní tónorody: dur a moll).
Každý modus byl kromě této intervalové struktury charakterizován svým určeným základním tónem (finalis, závěrečný tón melodie, srv. dnešní tóniku), hlavním tónem (tenor, tuba, repercussio, volně odpovídá dnešní dominantě), rozsahem a typickými melodickými obraty. Všechny mody se uplatňovaly v rámci jednoho diatonického systému (zhruba odpovídajícího bílým klávesám moderního klavíru), nejsou to tedy tóniny v dnešním slova smyslu.
V nejstarších popisech z 9. století (Aurelianus Reomensis, Odo z Cluny) se mody označovaly řeckými číslovkami:
- protus s finálou na tónu d,
- deuterus s finálou na tónu e,
- tritus s finálou na tónu f,
- tetrardus s finálou na tónu g.

Modů bylo celkem osm, protože každý modus měl verzi autentickou (modus authenticus nebo authentus) a plagální (modus plagalis), která se od verze autentické lišila posunutým rozsahem (nejnižší i nejvyšší tón každého plagálního modu ležel o kvartu níž než u příslušného modu autentického), odlišnou polohou „tenoru“ a odlišnými melodickými modely.
Tónový materiál každého modu uspořádaný vzestupně tvoří příslušnou církevní stupnici.
V 9.–10. stol. byly pro mody převzaty názvy řeckých stupnic (avšak nesprávně: řecká dórská stupnice vycházela z tónu e, církevní dórská stupnice z tónu d):
- dórská od tónu d,
- frygická od e,
- lydická od f,
- mixolydická od g.

Plagální mody se označovaly jako hypodórský, hypofrygický, hypolydický, hypomixolydický.
V 16. stol. připojil Glareanus stupnici
- iónskou od tónu c (dnešní dur) a
- aiolskou od tónu a (dnešní diatonická moll).[1]